# Национальная балетная школа Канады
Национальная балетная школа Канады (др. название — Канадская национальная балетная школа, англ. Canada's National Ballet School, NBS) — классическая балетная школа, расположенная в Торонто, Онтарио, Канада, предлагающая профессиональное обучение балету в Канаде. С 1989 года художественный руководитель школы  — Мэвис Стейнс (Mavis Staines).

## История

### Предыстория
Национальный балет Канады был основан в 1951 году английской балериной Силией Франка. Ранее она работала в балетных труппах Великобритании. Франка иммигрировала в Канаду в 1951 году и в том же году основала Национальный балет Канады.  Для работы с труппой она наняла преподавателя английского балета Бетти Олифант (Betty Oliphant).

### Основание
После основания Национального балета, Франка и Олифант решили создать балетную академию для подготовки танцоров своей труппы. В 1959 году они открыли школу по образцу британской Королевской балетной школы (Royal Ballet School) в бывшем доме собраний квакеров на Мейтленд-стрит 111 в Торонто. Это здание было куплено для школы Национальной балетной гильдией (National Ballet Guild) за 80 000 долларов. Олифант стала ее первым художественным руководителем.

### Расширение

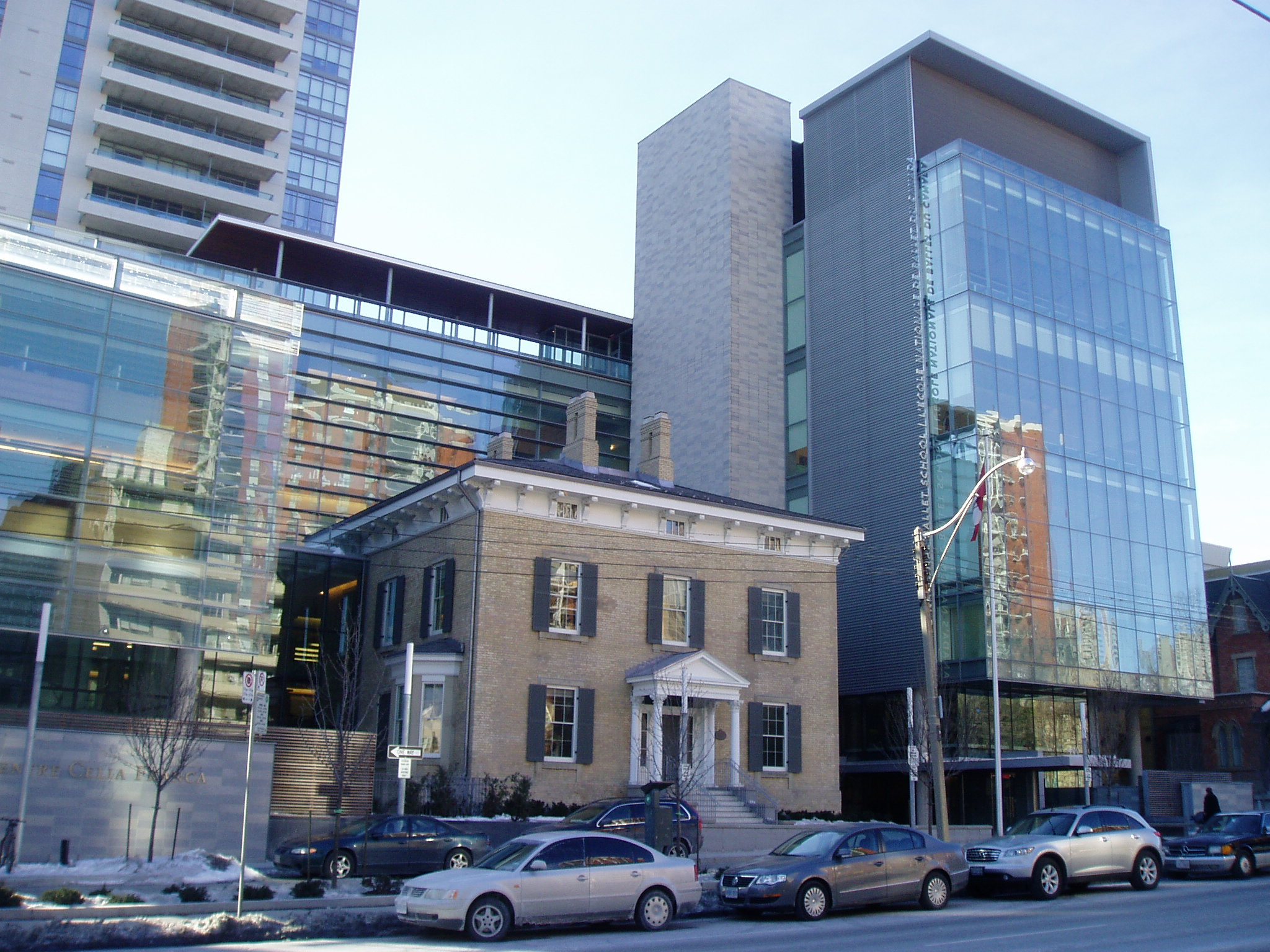
Вид на школу на Джарвис-стрит.

В 2000 году у Канадской радиовещательной корпорации за один доллар для школы было куплено здание по адресу Джарвис-стрит, 400 в районе Уэлсли-Черч. Существующие здания на участке были отреставрированы и реконструированы компанией Goldsmith Borgal & Company Ltd. Architects (GBCA). Три новых здания, получившие название Project Grand Jete, были спроектированы и построены GBCA совместно с Kuwabara Payne McKenna Blumberg Architects (KPMB).
Строительство началось в 2003 году. После расширения Школа переехала в новый комплекс в 2005 году.

## Здания
Основное расширение школы было завершено в 2007 году и обошлось в 100 миллионов долларов.  Дом на 111 Мейтленд, ныне известный как Карри-холл (Currie Hall), стал школьной столовой.
Архитектурные фирмы Goldsmith Borgal & Company Ltd. Architects (GBCA) и Kuwabara Payne McKenna Blumberg Architects (KPMB) объединили первоначальные здания с тремя новыми зданиями. Они использовали современную прозрачную с уличного фасада, состоящую из стекла, стали, металлических панелей и бетонных блоков конструкцию.
Три новых здания были построены в 2007 году: Центр Силии Франки (Celia Franca Centre), здание «Бар» (Bar) и шестиэтажное здание «Северная башня» (North Tower), которое состоит из трех больших помещений-студий, расположенных друг над другом.

### Учебный корпус Маргарет Маккейн
Учебный корпус Маргарет Маккейн (Margaret McCain Academic Building) был построен для женского колледжа Хавергал (Havergal Ladies' College). Первоначально в нем с 1898 по 1932 год размещался колледж. Затем с 1945 по 1996 год в нем размещались основные радиостудии Канадской радиовещательной корпорации в Торонто.

### Дом Лозински
В состав школы входит историческое здание – дом сэра Оливера Моуата, построенный в 1856 году. Моуат дольше всех занимал пост премьер-министра Онтарио, был одним из основателей Канадской Конфедерации, а затем — лейтенант-губернатором Онтарио. Особняк, первоначально называвшийся Норфилд-Хаус (Norfield House) использовался Хавергал-колледжем с 1913 по 1932 год, затем — Канадской радиовещательной корпорацией. Он был переименован в Дом Лозински (Lozinski House). Теперь в нем расположены художественные и административные помещения школы.

### Центр Силии Франки
Центр Силии Франки (Celia Franca Centre) используется для различных целей. Здесь расположены двенадцать танцевальных студий разного размера. Некоторые из которых окнами выходят на Джарвис-стрит и занятия в них видны прохожим. Центр включает кафе, библиотеку и ресурсный центр, учебные помещения и зоны отдыха, раздевалки, гримерки и гардеробы. Фасад Центра состоит из застекленных навесных стен в сочетании с плиткой из искусственного камня, соединенной опорными конструкциями из стальных решетчатых панелей.
В подвесном фриттовом стекле фасада южного павильона видна хореография первой сцены «Щелкунчика» в нотации Бенеша.

## Ученики в кинематографе
В 1983 году ученики школы участвовали в съемках танцевального фильма «Фламенко в 5:15» (Flamenco at 5:15). В выпуске фильма участвовал Национальный совет по кинематографии Канады. Впоследствии он получил премию Оскар в категории короткометражных документальных фильмов.

## Известные выпускники
- Фрэнк Огастин (Frank Augustyn)
- Нив Кэмпбелл
- Бреннан Клост (Brennan Clost)[19]
- Гийом Коте (Guillaume Côté)
- Энн Дитчберн (Anne Ditchburn)
- Кимберли Гласко (Kimberly Glasco)
- Мартина ван Хамель
- Рекс Харрингтон (Rex Harrington)
- Брук Линн Хайтс
- Карен Кейн
- Джеймс Куделка
- Мартина Лами
- Эван Маккай (Evan McKie)
- Кевин Пью (Kevin Pugh)
- Мэвис Стейнс (Mavis Staines)
- Вероника Теннант (Veronica Tennant)

## Внешние ссылки
- Официальный веб-сайт
- Национальный балет Канады
- Приз Лозанны